# Neoclosterus lujae
Neoclosterus lujae es una especie de escarabajo longicornio del género Neoclosterus, tribu Plectogasterini, orden Coleoptera. Fue descrita científicamente por Boppe en 1912.
El período de vuelo ocurre durante todos los meses del año excepto en junio.

## Descripción
Mide 40-56 milímetros de longitud.

## Distribución
Se distribuye por Angola, Camerún, Gabón, Guinea Ecuatorial, República Centroafricana, República Democrática del Congo y República del Congo.